# Työläinen (tidning)
Työläinen var en socialdemokratisk tidning i Borgå 1906-1916. Dess grundare var den radikala socialdemokraten Kullervo Manner. Tidningens publikationsområde var magert, den lades ner till stor del på grund av finansiella svårigheter.
Från början publicerades tidningen två gånger i veckan, men efter 1908 ökade det till tre. Som mest var upplagan 2 400 exemplar år 1912. Redaktör var Kullervo Manner (1907-1909), V. F. Aaltoranta (1910–1912), Rieti Itkonen (1912–1914), Toivo Järvinen (1914–1915) och August Ahokas (1915–1916).